# رزان جمال
رَزان جَمّال (انگلیسی: Razane Jammal) هنرپیشه لبنانی است که از سال ۲۰۱۰ فعالیت هنری انجام می‌دهد.

## گزیده فیلم‌شناسی
در فیلم‌هایی همچون به‌من نگو پسر دیوانه بود، قدم زدن میان قبرها و جن بازی کرده‌است. همچنین او قرار است نقش شخصیت لیتا هال را در مجموعهٔ تلویزیونی رسانهٔ جاری نتفلیکس تحت عنوان سندمن (۲۰۲۲) ایفا کند.